# 毛拉
毛拉（阿拉伯語：مولی），旧译“满拉”、“莫洛”、“毛喇”、“曼拉”。这个词的历史、意义、和用法都很多。
7～8世纪，阿拉伯哈里发国家将非阿拉伯血统的穆斯林称为“毛拉”，其复数形式为“馬瓦里”（Mawali），汉语译为“释奴”。埃及艾哈迈德·艾敏著《阿拉伯一伊斯兰文化史》称：“毛拉”是从“瓦拉”（Wala）派生出来的被动名词，通指“被释放者”、“被解放者”、“被管理者”，并非专指“被释放的奴隶”。泰伯里《古兰经注》称：“伊本萨比特解释《古兰经》‘我让每一个人都成为毛拉’这句话时说道：‘蒙昧时代，称同宗的人为毛拉。后来对外国人无以称之，便称为毛拉’。”
除了上述的詞彙來源，毛拉也有可能間接來源於波斯語穆拉（ملا ），其來源於阿拉伯語Mawla, 用來稱呼伊斯蘭教的教士。
现在伊斯兰国家，尤其是中亚和印度次大陆将知识分子、学者尊称为“毛拉”，通常指伊斯兰学者，相当于汉语的“先生”。什叶派有时将伊玛目也称为毛拉，以示尊崇。
中国新疆维吾尔等突厥语族穆斯林，将清真寺的阿訇、教长称作“毛拉”，其中德高望重者称“大毛拉”。甘肃、宁夏、青海、新疆等地通用汉语的回、保安、东乡等族穆斯林，把在清真寺学习经文的学生称为“满拉”，该词即为“毛拉”的异译。《回疆志》称：“又有识字之回，号莫洛，唯能粗译文义。”“莫洛”即“毛拉”。
维吾尔族在男性人名前冠以“毛拉”，以示有文化、受人尊敬的身份，如毛拉穆萨、毛拉比拉勒、毛拉宰因丁等。

## 延伸閲讀
- Conversion and Poll-Tax in Early Islam, D.C. Dennett, Cambridge 1950.
- The Encyclopaedia of Islam, second edition.
- Slaves on Horses, P. Crone, Cambridge 1980.
- Roman, Provincial and Islamic Law: The Origins of the Islamic Patronate, P. Crone, Cambridge University Press, 2002.
- Patronate And Patronage in Early And Classical Islam, M. Bernards, J. Nawas, Brill, 2005.
- Mawlas: Freed slaves and converts in early Islam, Daniel Pipes, in: Slavery & Abolition, 1980, 1:2, 132–177